# Line 6

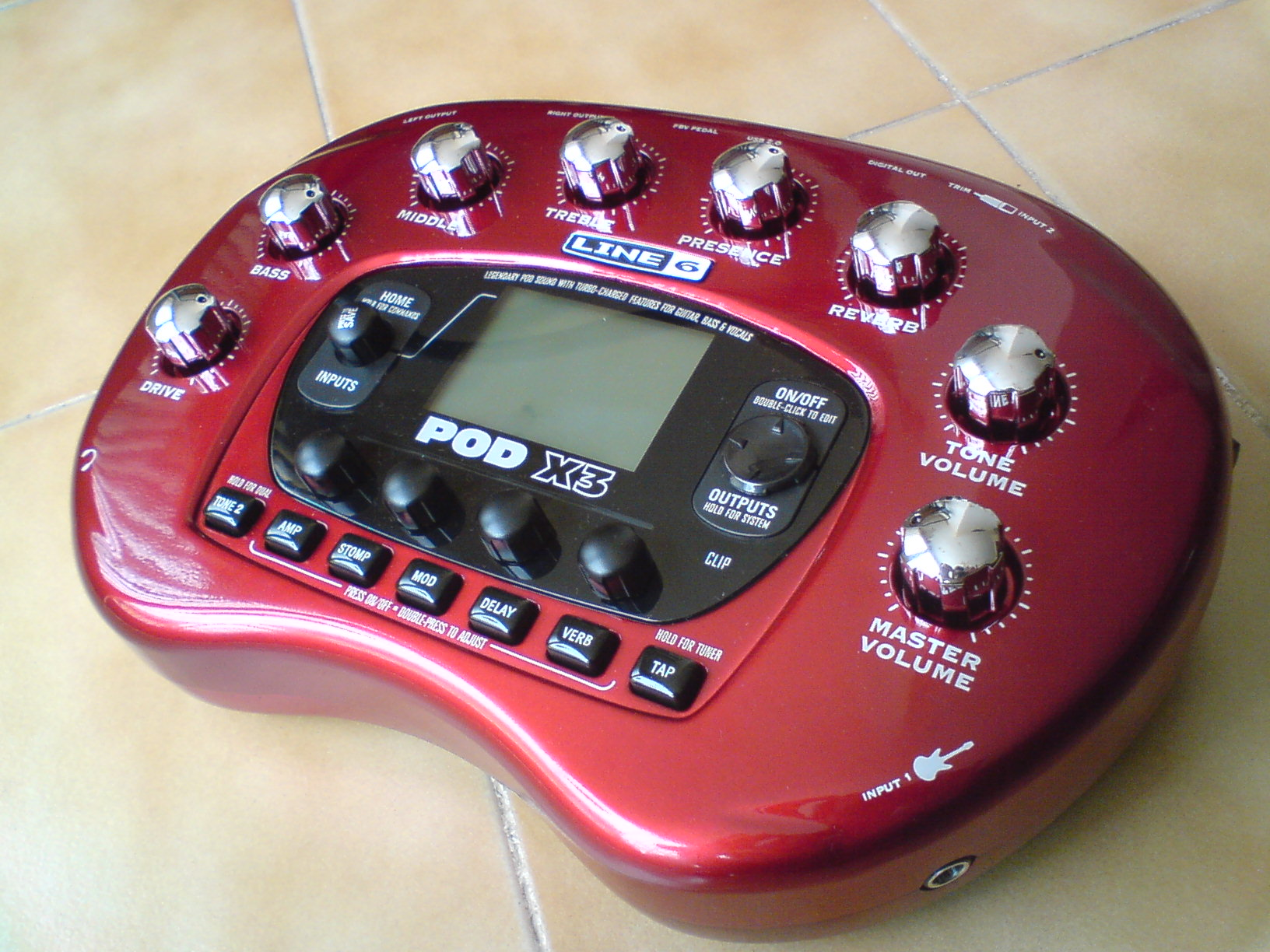
Efekt gitarowy, model Pod X3

Line 6 – firma produkująca gitary elektryczne, akustyczne, wzmacniacze, efekty, a także okazjonalnie struny. Spółka została założona w 1996 roku, w Calabasas, w Kalifornii.

## Wybrane produkty

### Wzmacniacze
- AxSys
- AX2
- Duoverb
- Flextone
- HD147
- Spider
- Vetta I & II
- Lowdown

### Efekty
- GuitarPort
- TonePort GX, UX1, UX2, KB37 i UX8
- Pod Studio
- Pocket Pod, Pocket Pod Express
- Pod 2.0
- Pod XT
- Pod X3
- Pod HD300, HD400, HD500, HD500x, HD Pro
- Helix, Helix Rack, Helix LT, HX Effects[1]